# Aspidonepsis
Aspidonepsis là chi thực vật có hoa trong họ Apocynaceae.